# 柳生藩
柳生藩（やぎゅうはん）は、大和国添上郡柳生郷（現奈良市柳生地区）を治めた藩。石高1万石程度の小藩であったが、藩主家の柳生家（江戸柳生家）は代々将軍家の剣術指南役として幕閣に重きをなした。藩庁は柳生陣屋。

## 藩史
藩祖である宗矩の死後、1万2500石の所領は、有名な長男の柳生三厳（十兵衛）に8300石、三男の柳生宗冬に4000石、四男の六丸（列堂義仙）に200石、と分知されたため、柳生家は大名から旗本となった。三巌の死後、宗冬がその家督と遺領を継ぎ（4000石は幕府に返上）、さらに寛文8年（1668年）1700石を加増され、1万石を領する大名に復帰する。藩庁は柳生陣屋。
代々の藩主は将軍家の剣術指南役を務めるため、江戸に定府していた。
以後、柳生家が13代にわたって支配し、明治時代を迎えた。

## 歴代藩主
柳生家
譜代 - 1万2500石→8300石(旗本)→1万石
| 代  | 氏名                         | 院号   | 官位            | 在職期間                           | 享年 | 養子元の氏 |
| --- | ---------------------------- | ------ | --------------- | ---------------------------------- | ---- | ---------- |
| 1   | 柳生宗矩 やぎゅう むねのり   | 芳徳院 | 従四位下 但馬守 | 寛永13年 - 正保3年 1636年 - 1646年 | 76   |            |
| (2) | 柳生三厳 やぎゅう みつよし   | 長岩院 | -               | 正保3年 - 慶安3年 1646年 - 1650年  | 44   |            |
| 3   | 柳生宗冬 やぎゅう むねふゆ   | -      | 飛騨守          | 寛文8年 - 延宝3年 1668年 - 1675年  | 63?  |            |
| 4   | 柳生宗在 やぎゅう むねあり   | 寂光院 | 従五位下 対馬守 | 延宝3年 - 元禄2年 1675年 - 1689年  | 36   |            |
| 5   | 柳生俊方 やぎゅう としかた   | -      | 従五位下 備前守 | 元禄2年 - 享保15年 1689年 - 1730年 | 58   |            |
| 6   | 柳生俊平 やぎゅう としひら   | 得心院 | 従五位下 飛騨守 | 享保15年 - 寛保2年 1730年 - 1742年 | 70   | 久松松平家 |
| 7   | 柳生俊峯 やぎゅう としみね   | 大心院 | 従五位下 備前守 | 寛保2年 - 宝暦13年 1742年 - 1763年 | 45   | 真田家     |
| 8   | 柳生俊則 やぎゅう としのり   | -      | 従五位下 但馬守 | 宝暦13年 - 文化4年 1763年 - 1807年 | 87   | 松前家     |
| 9   | 柳生俊豊 やぎゅう としとよ   | -      | 従五位下 飛騨守 | 文化4年 - 文政3年 1807年 - 1820年  | 31   |            |
| 10  | 柳生俊章 やぎゅう としあきら | 大機院 | 従五位下 飛騨守 | 文政3年 - 嘉永2年 1820年 - 1849年  | 54   |            |
| 11  | 柳生俊能 やぎゅう としよし   | 大源院 | 従五位下 飛騨守 | 嘉永2年 - 嘉永3年 1849年 - 1850年  | 21   | 田沼家     |
| 12  | 柳生俊順 やぎゅう としむね   | 陽徳院 | 従五位下 但馬守 | 嘉永3年 - 文久2年 1850年 - 1862年  | 27   | 高家武田家 |
| 13  | 柳生俊益 やぎゅう とします   | 雄心院 | 従五位下 但馬守 | 文久2年 - 明治2年 1862年 - 1869年  | 77   | 高家武田家 |

## 幕末の領地
- 大和国
  - 添上郡のうち - 8村
  - 山辺郡のうち - 10村（うち1村が津藩との相給となる）
- 山城国
  - 相楽郡のうち - 7村

明治維新後に、添上郡1村で相給となっていた旗本領と、山辺郡2村（旧津藩領1村、柳本藩領1村）が加わった。